# Мошъюга
Мошъюга (коми Кулим) — деревня в Ижемском районе Республики Коми России. Входит в состав сельского поселения Мохча.

## Этимология
Название происходит от гидронима протекающей вблизи реки Мошъю. Первая часть гидронима мош- восходит к древнекоми названию пчелы; вторая часть -юга — к древнекоми состоянию слова ю — «река». Мошъюга — «пчелиная река». Местное название Кулим происходит от слова языка коми, означающего «нерест».

## История
Мошъюга была основана в период между 1745 и 1763 годами. В 1782 году в деревне проживало 67 человек (26 мужчин и 41 женщина); в 1812 году — 113 человек (64 мужчины и 59 женщин). По состоянию на 1859 год в деревне числилось 22 двора и 292 жителя (148 мужчин и 144 женщины).
По состоянию на 1920 год, в Мошъюге имелось 86 дворов (84 коми и 2 русских) и проживало 350 человек (145 мужчин и 205 женщин). В административном отношении являлось центром Мошьюжской волости Ижмо-Печорского уезда. Весной 1929 года в селе были организованы товарищества по совместной обработке земли. В январе 1930 года в Мошъюге была создана сельхозартель «Красная нива», изначально включавшая в себя 43 хозяйства.

## География
Деревня находится в северо-западной части Республики Коми, в пределах Печорской низменности, на левом берегу реки Ижмы, вблизи места впадения в неё реки Мошъю, на расстоянии примерно 16 километров (по прямой) к юго-западу от села Ижмы, административного центра района. Абсолютная высота — 48 метров над уровнем моря.
Климат
Климат характеризуется как умеренно континентальный, с продолжительной морозной многоснежной зимой и коротким прохладным летом. Средняя температура воздуха самого тёплого месяца (июля) составляет 14,6 °C; самого холодного (января) — −17,4 °C. Среднегодовое количество атмосферных осадков составляет 527 мм.
Часовой пояс
Мошъюга, как и вся Республика Коми, находится в часовой зоне МСК (московское время). Смещение применяемого времени относительно UTC составляет +3:00.

## Население
| 2010 |
| ---- |
| 342  |

Гендерный состав
По данным Всероссийской переписи населения 2010 года в гендерной структуре населения мужчины составляли 52,3 %, женщины — соответственно 47,7 %.
Национальный состав
Согласно результатам переписи 2002 года, в национальной структуре населения коми-ижемцы составляли 93 % из 421 чел..